# Monasterio Dominicano (České Budějovice)
El monasterio dominicano y la iglesia del sacrificio de la Virgen María (en checo: Dominikánský klášter a kostel Obětování Panny Marie) junto con las partes de fortificación son los edificios góticos más antiguos de České Budějovice.
El monasterio se encuentra en el noroeste del centro histórico de la ciudad entre la calle Checa, brazo del río Malše y la plaza de Piaristas, donde estaba situado el cementerio en la Edad Media. El monasterio está considerado y protegido como monumento histórico cultural de la República Checa.

## Historia

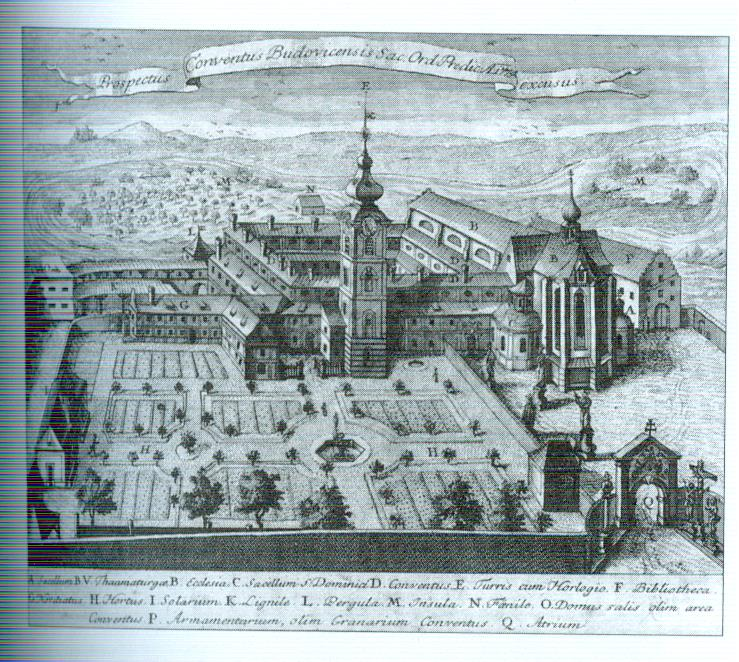
Monasterio dominicano - vista histórica

El origen del monasterio dominicano de České Budějovice, que todavía obtiene el claustro gótico bien conservado, es unido inseparablemente con la fundación de la ciudad. Es probable que el monasterio fue el primer edificio construido en České Budějovice. 
El rey checo Otakar II. de Bohemia mandó fundar y construir la ciudad en el año 1265, el monasterio podría ser construido unos años antes de la ciudad.

### Construcción (sigloXIII-XIV)
Todavía durante la vida de Otakar II., České Budějovice era conocida como una de las ciudades reales. El monasterio era administrado por la orden de dominicanos desde el principio. Como era habitual el monasterio formaba la parte de la fortificación de la ciudad. Del complejo originalmente gótico temprano mantuvo principalmente el claustro y la iglesia del sacrificio de la Virgen María. El resto del monasterio era reconstruido muchas veces, también se cambió el plano del edificio durante la construcción en el siglo XIII. Es probable que la iglesia fue el primer edificio terminado de la construcción en el inicio del siglo XIV pero el resto de edificios hasta durante el siglo XIV.

### Reconstrucciones barrocas y neogóticas
Las reconstrucciones frecuentes son los resultados de numerosos incendios en los años 1381, 1469, 1521 y 1560. El más destructivo fue el incendio de 1723, cuando se quemó los edificios del convento y consecuentemente fueron reconstruidos. En el año 1785, José II de Austria revocó el monasterio  y los piaristas cogieron el edificio, donde establecieron la residencia de estudiantes. En el año 1885, los redentoristas reemplazaron los piaristas y habitaron los edificios hasta 1949, de su época procede la reconstrucción neogótica del monasterio. 

### Contemporaneidad
En la segunda parte del siglo XX, en los edificios del convento se cambiaron la escuela del arte popular, la agencia tributaria, la academia del Comenio y el comedor escolar. En el año 1993 fue se encontró  la cantidad de pinturas murales de gran valor además gran parte de las pinturas proviene del siglo XIV. En el tiempo presente el monasterio está aprovechado por la escuela primaria del arte y la iglesia pertenece a la diócesis de České Budějovice. 

## Arquitectura

### Exterior
A diferencia de la iglesia el exterior del monasterio está notablemente marcado por numerosas adaptaciones sobre todo barrocas, son aparentes en toda la fachada exterior sobre todo en el ensancho con las ventanas barrocas ovales. La reconstrucción barroca se puede ver en la torre originalmente gótica donde quedó solo una ventana gótica en la planta baja, es decir casi toda la torre incluso la cópula está reconstruida. 
Por su parte arcada del claustro y el primer piso dirigido al jardín paradisíaco mantuvieron el aspecto gótico. La geometría de las ventanas no se conservó en la forma original, dentro de las ventanas restó sólo la división neogótica muy rica en dos arcos del claustro y en el anexo neogótico del patio, solamente como un recuerdo.
El primer de dos arcos apuntados en el claustro obtiene un pórtico de silla pequeño, arcos trilobulados, tracerías cuatrilobulas además la vértice del arco está decorada por otra tracería completada por llamitas flamboyantes. El segundo arco apuntado por una parte está dividido más simplemente, por otra parte tiene la red más densa de triángulos esféricos y tracerías trilobuladas o cuatrilobulas. Las ventanas estrechas del ensancho pentágono en el patio están divididas sencillamente en dos tracerías trilobuladas y un triángulo esférico con trifolio.

### Interior
La pintura de pared más valiosa del monasterio se encuentra en el claustro, se trata sobre la pintura de la Virgen María protectora y patrona de České Budějovice que envuelve debajo de su manto las personas reales, el emperador Carlos IV de Luxemburgo y su hijo Wenceslao de Luxemburgo. La pintura sería originario del año 1378, es decir Carlo con su hijo Wenceslao, entonces de diecisiete años, se quedaron en la ciudad real České Budějovice donde participaron en las reuniones de estadista importantes con los clérigos y la élite del Sacro Imperio Romano Germánico, que fue en la primavera de este año.
En definitiva el monumento arquitectural más valioso es la pared interior del claustro que contiene las pinturas ya mencionadas y además unos vestigios de pórticos originales, nichos y sobre todo las ventanas con la división de metal conservada. Algunos campos determinados de bóveda y de consolas contuvieron la ventana a la derecha y el pórtico al lado, el resto del campo era decorado de las pinturas murales.
La bóveda de crucería es igual que la de iglesia también los nervios son perfilados de modo parecido. Las consolas del lado interior de la arcada son simplemente modelados sin el decoro sin embargo encontramos unas atípicas con el motivo vegetal. Las columnas con capiteles de motivo vegetal apoyan la bóveda en el lado del patio en dos esquinas opuestas. En las esquinas sobrantes hay pilares con capiteles sin décoro salidos unos 10 cm. Los campos individuales entre los nervios son decorados de unos motivos igual que las paredes.
Se necesita mencionar el anexo gótico original encima del pozo en otras palabras la Capilla del pozo en el lado del sur del claustro.

## La iglesia del Sacrificio de La Virgen María
La iglesia del Sacrificio de La Virgen María (Kostel Obětování Panny Marie) fue construida a partir del año 1274 y en la parte terminada ya tenían lugar las misas. Aproximadamente en el año 1300 fue acabada la construcción de presbiterio y el muro del oriente de la nave diagonal, en el siglo XIV terminó de construcción de tres naves y la nave diagonal de las ladrillas como material poco común en esta época en la Bohemia del Sur. 
La iglesia pasó la reconstrucción parcial en la segunda parte del siglo XVII y el ensanchamiento. Se habla sobre la reconstrucción barroca del primer piso del convento. En 1865 fueron destruidas las capillas laterales de nuevo.
La iglesia está formada por tres naves basilicales con la nave diagonal no salida, todo acabado por presbiterio pentagonal alargado con la sacristía en el lado del sur. Las tres naves están divididas por seis parejas de los pilares prismáticos y arqueadas de la bóveda de crucería. En la parte occidental hay el coro. El monasterio linda con la iglesia del lado del sur, el claustro donde está situada la puerta principal separa los dos objetos.
El equipamiento de la iglesia es sobre todo pseudogótico adquirido para la celebración del aniversario de seis cientos años desde la fundación de la ciudad. El cuadro de tabla de La Virgen María de altar mayor es una copia del original italiano del año 1410. En la sacristía hay cuadros de Santa Rosalia, [Juan Nepomuceno]] y Santo Leonardo del fin del siglo XVIII. 
Según su deseo en la iglesia está enterrado Zdeněk de Štenberk, que fue el jefe de la nobleza rebelde contra el rey Jorge de Podiebrad.

## Curiosidades
Con la fundación se aparecieron unas leyendas sobre el nombre de la ciudad. En una leyenda Otakar II de Bohemia prometía que fundó el monasterio en el sitio donde escuchó la novedad sobre su hijo nacido. Esto pasaba en la confluencia de los ríos Moldava y Malše y el rey dijo gritando "Los habrá más" (en checo: Bude jich-los habrá, více-más) pensando en sus hijos siguientes. El grito parece al nombre Budějovice.
En otra leyenda se piensa que la enunciación del Otakar pertenece a la colonia crecienda de los dominicanos que posibilitó la extensión en la ciudad České Budějovice. Otras teorías conectan la fundación de ciudad con el noble Budivoj. Ni una de las leyendas niega la verdad de que el monasterio fue construido antes de la fundación de la ciudad.

Exterior
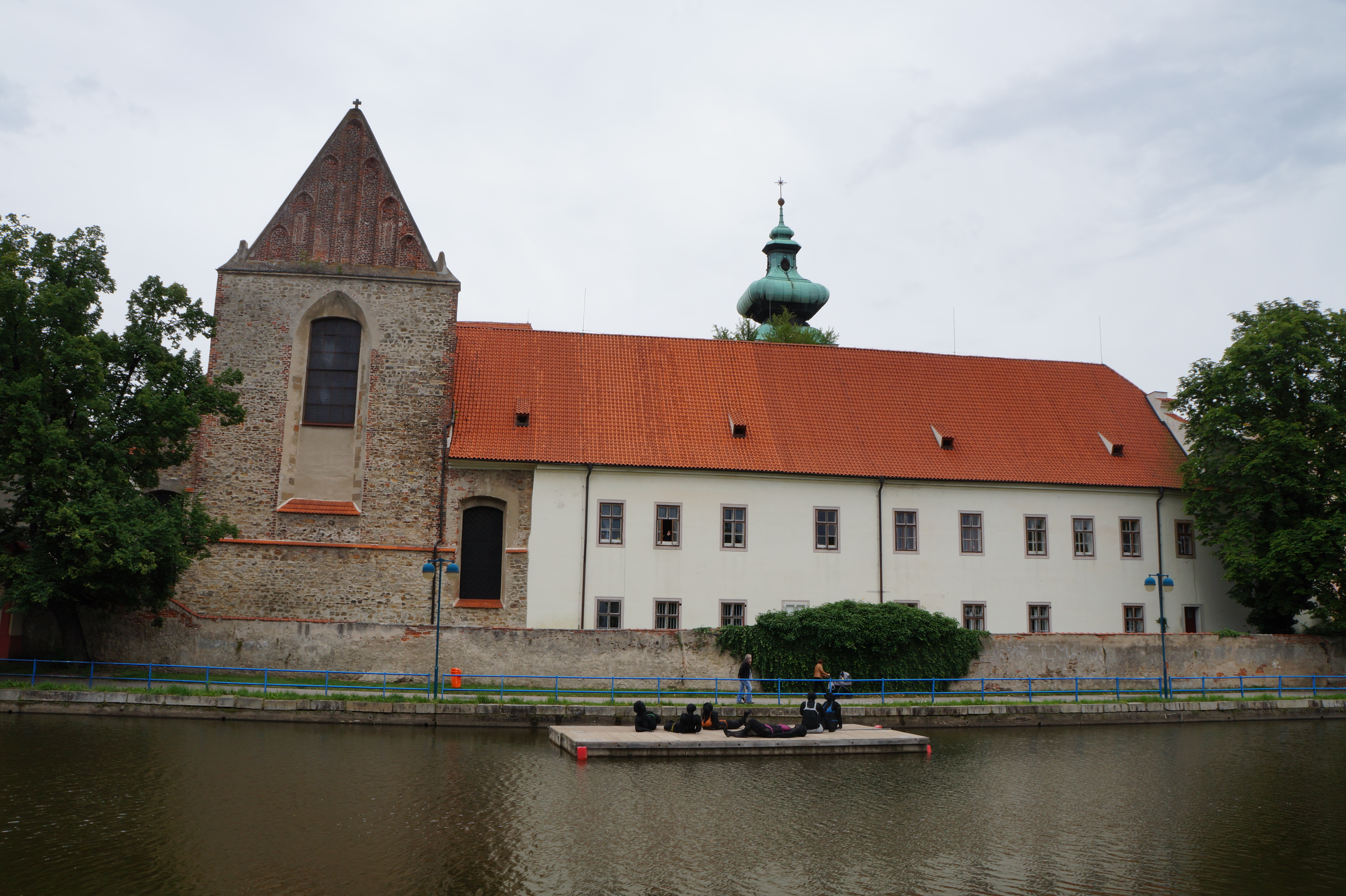
Exterior del occidente
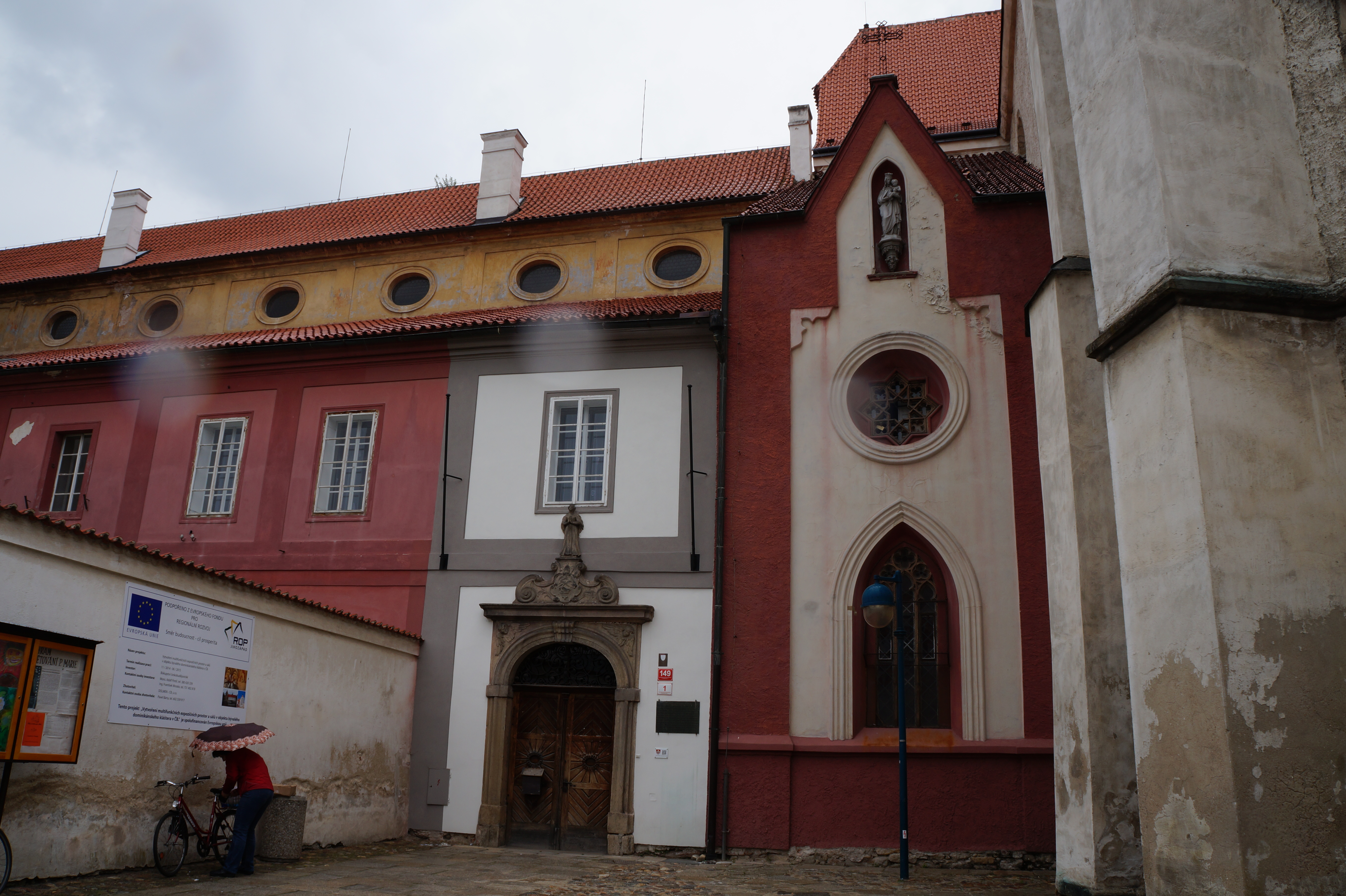
Exterior del monasterio
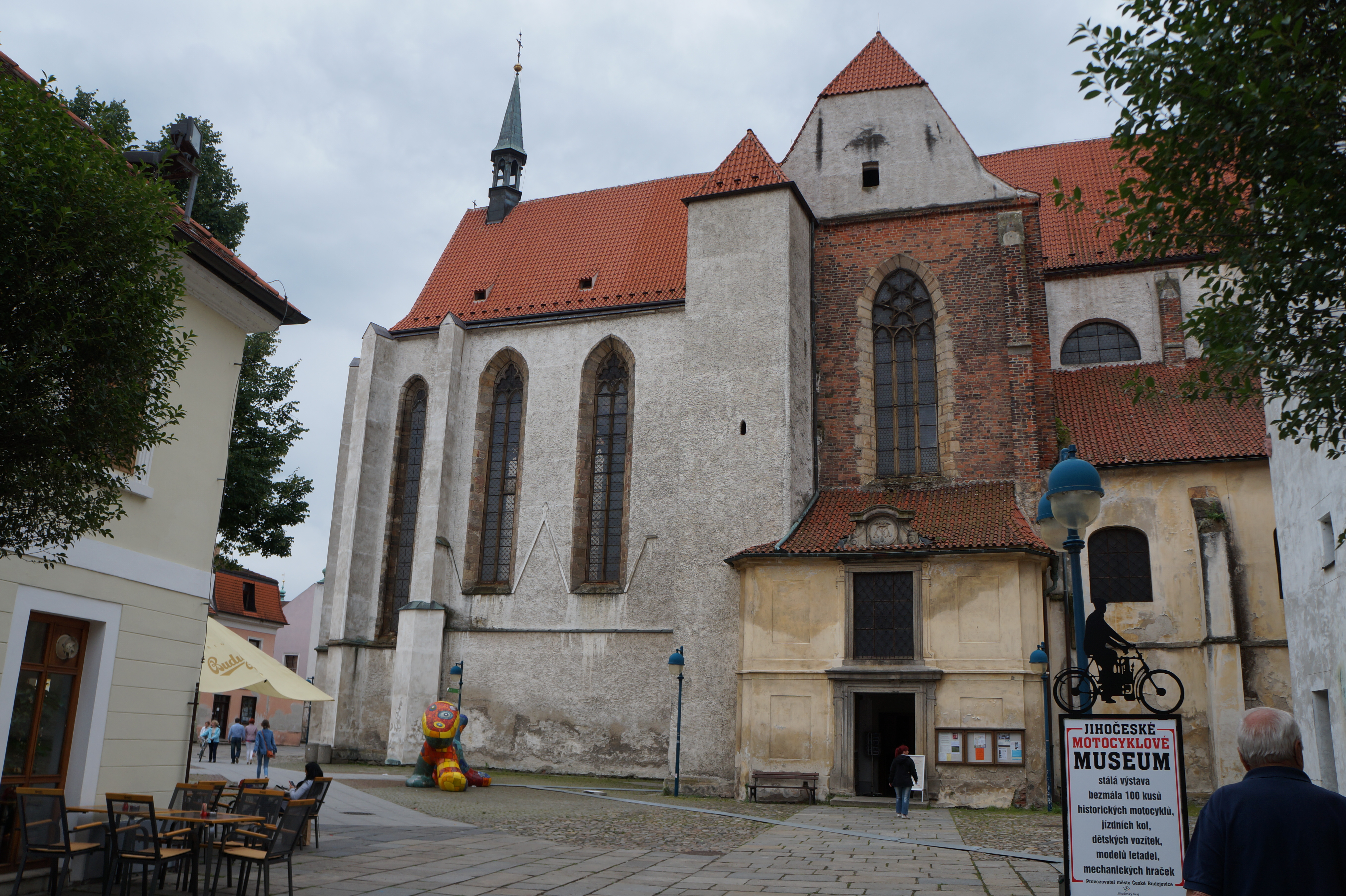
La iglesia del sacrificio de La Virgen María, exterior
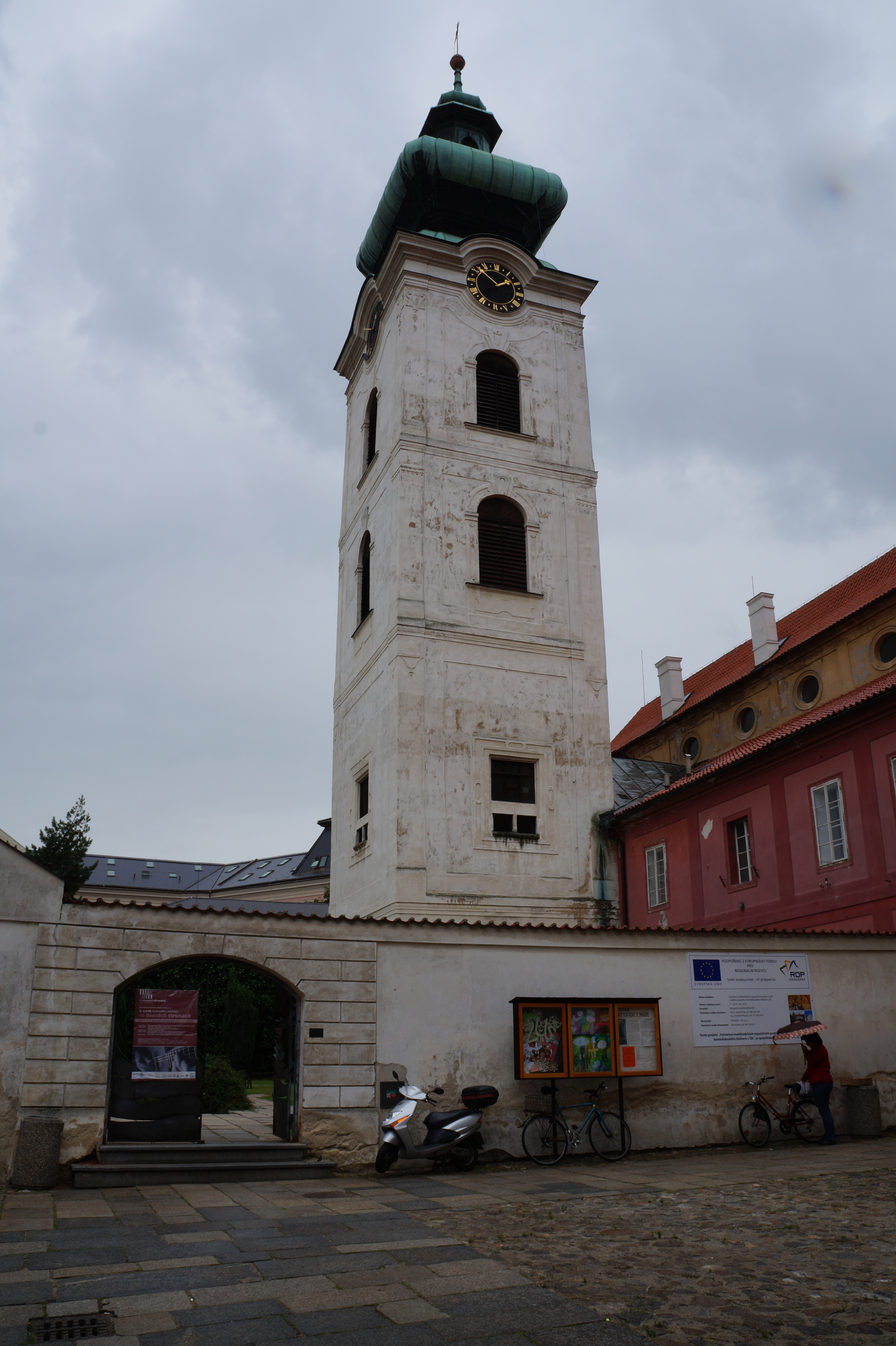
La torre barroca

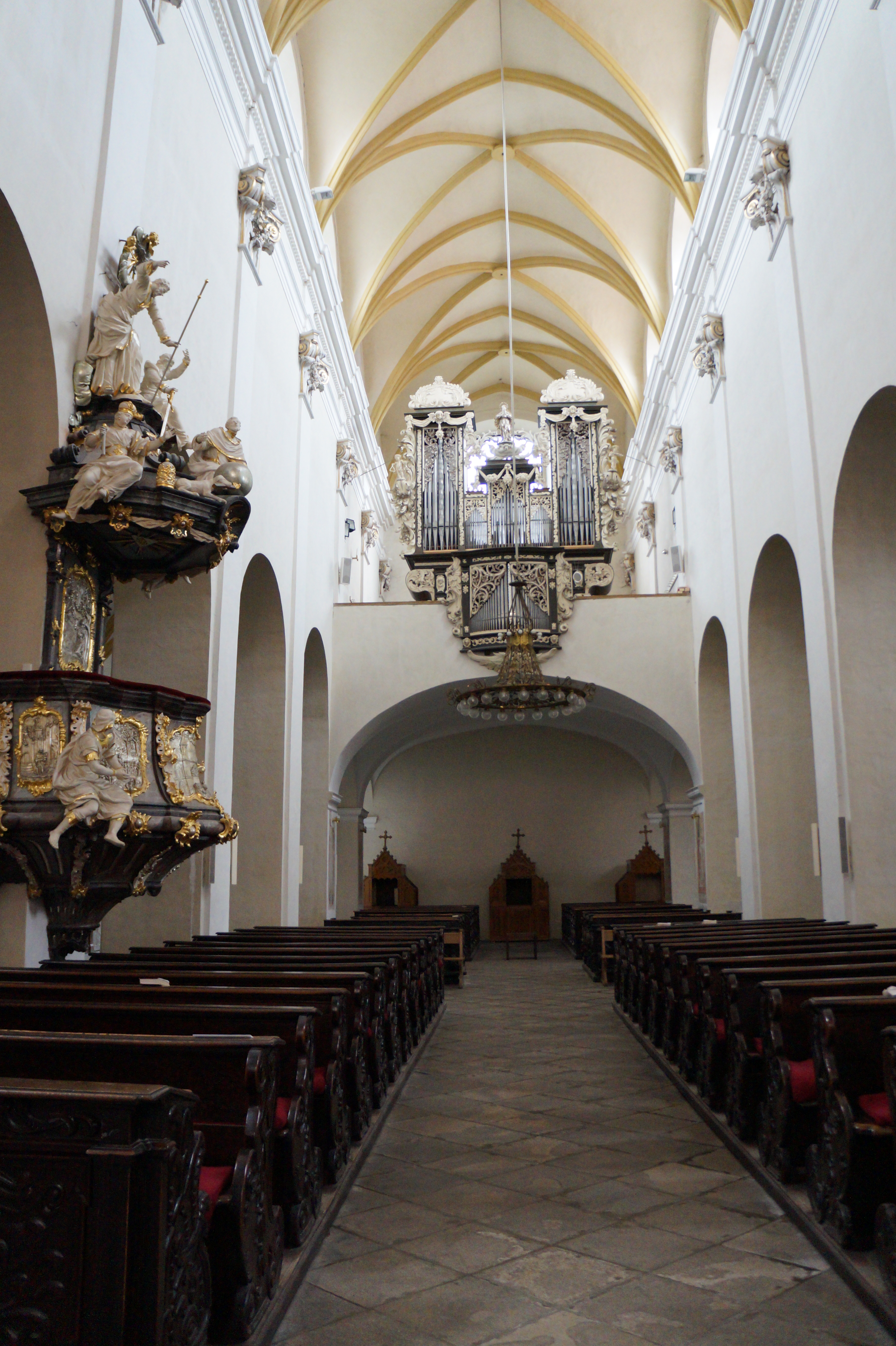
Interior de la iglesia
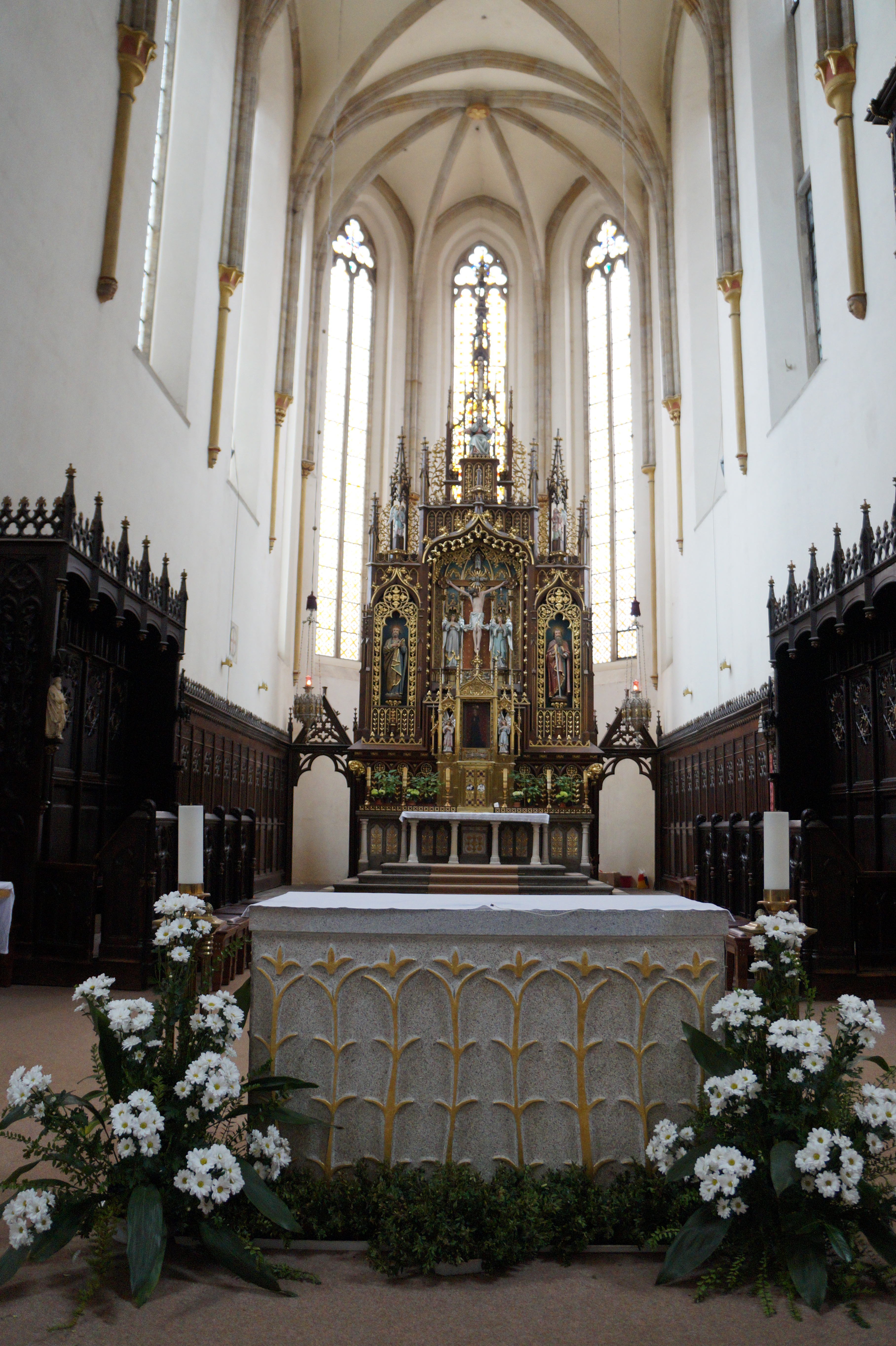
Altar de la iglesia
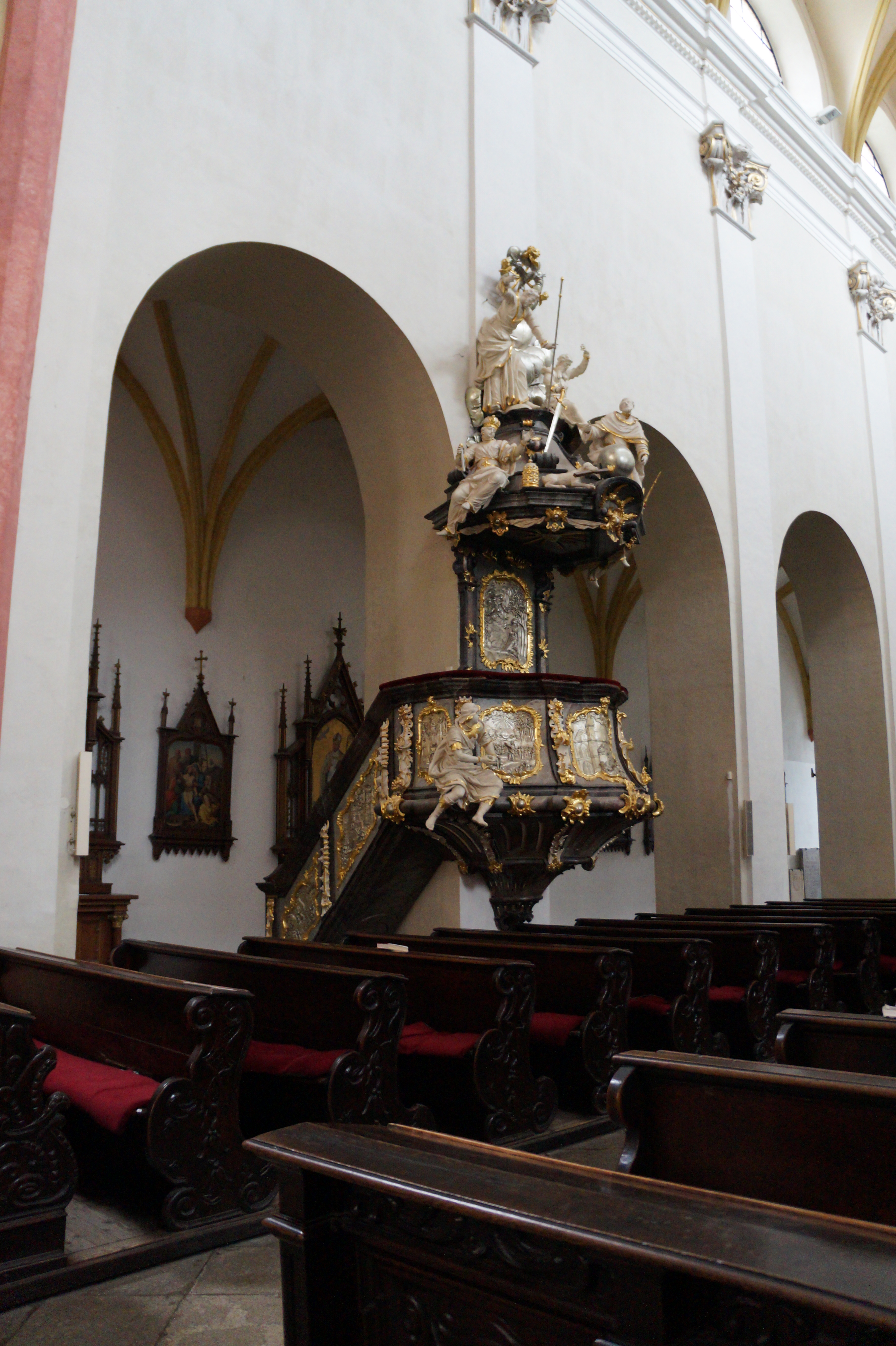
Interior de la iglesia
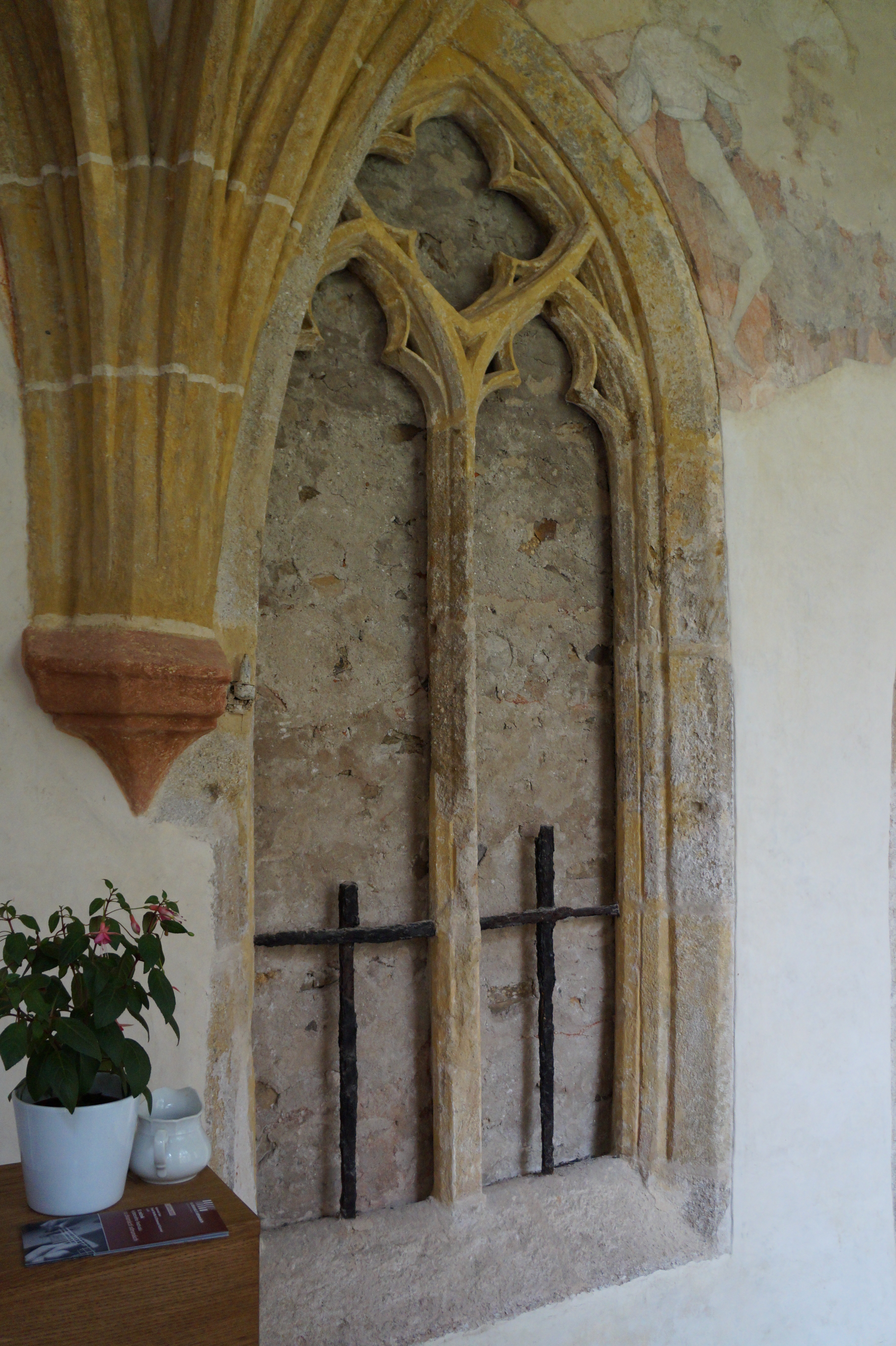
Ventana gótica del claustro
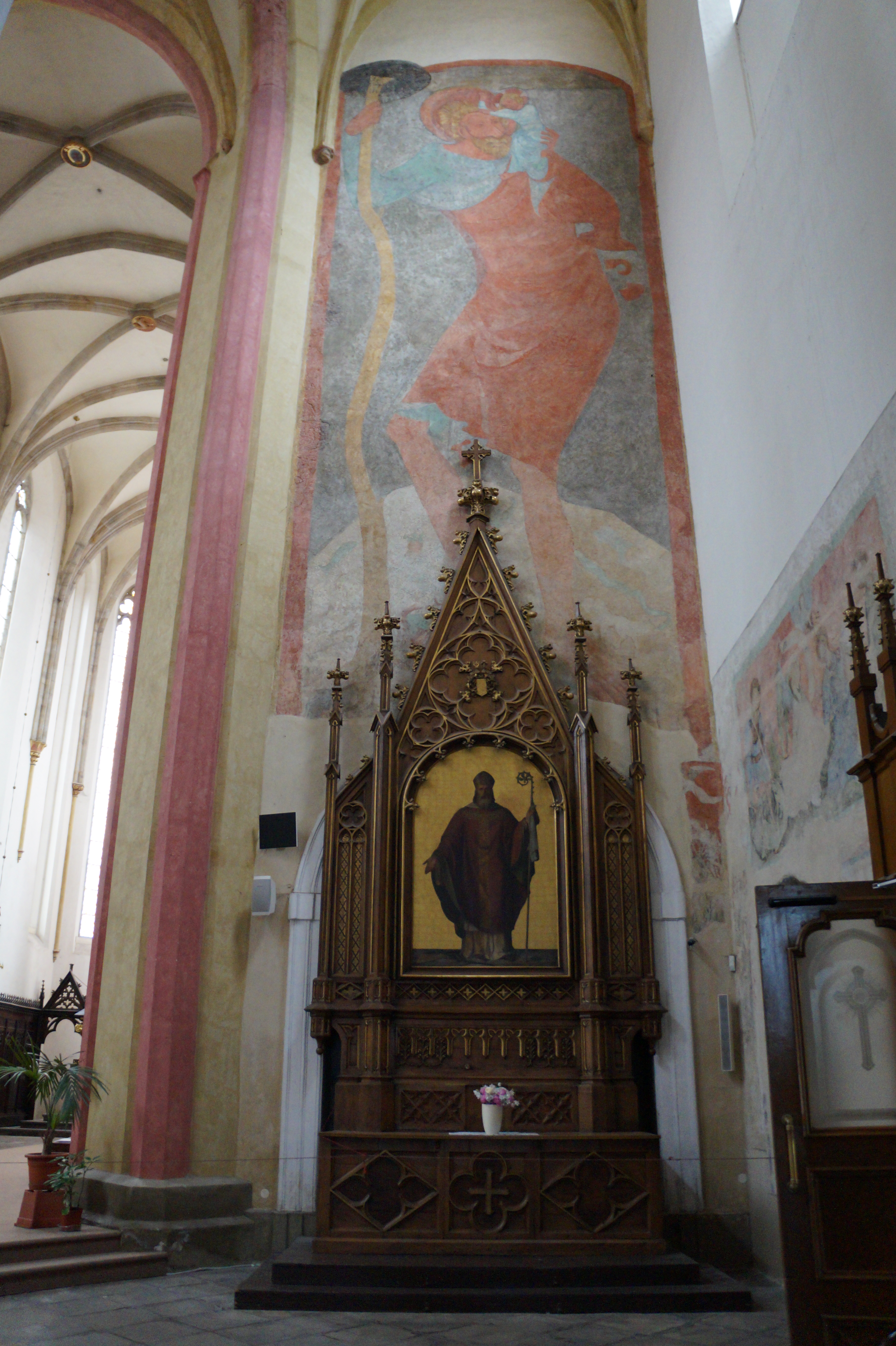
Interior de la iglesia
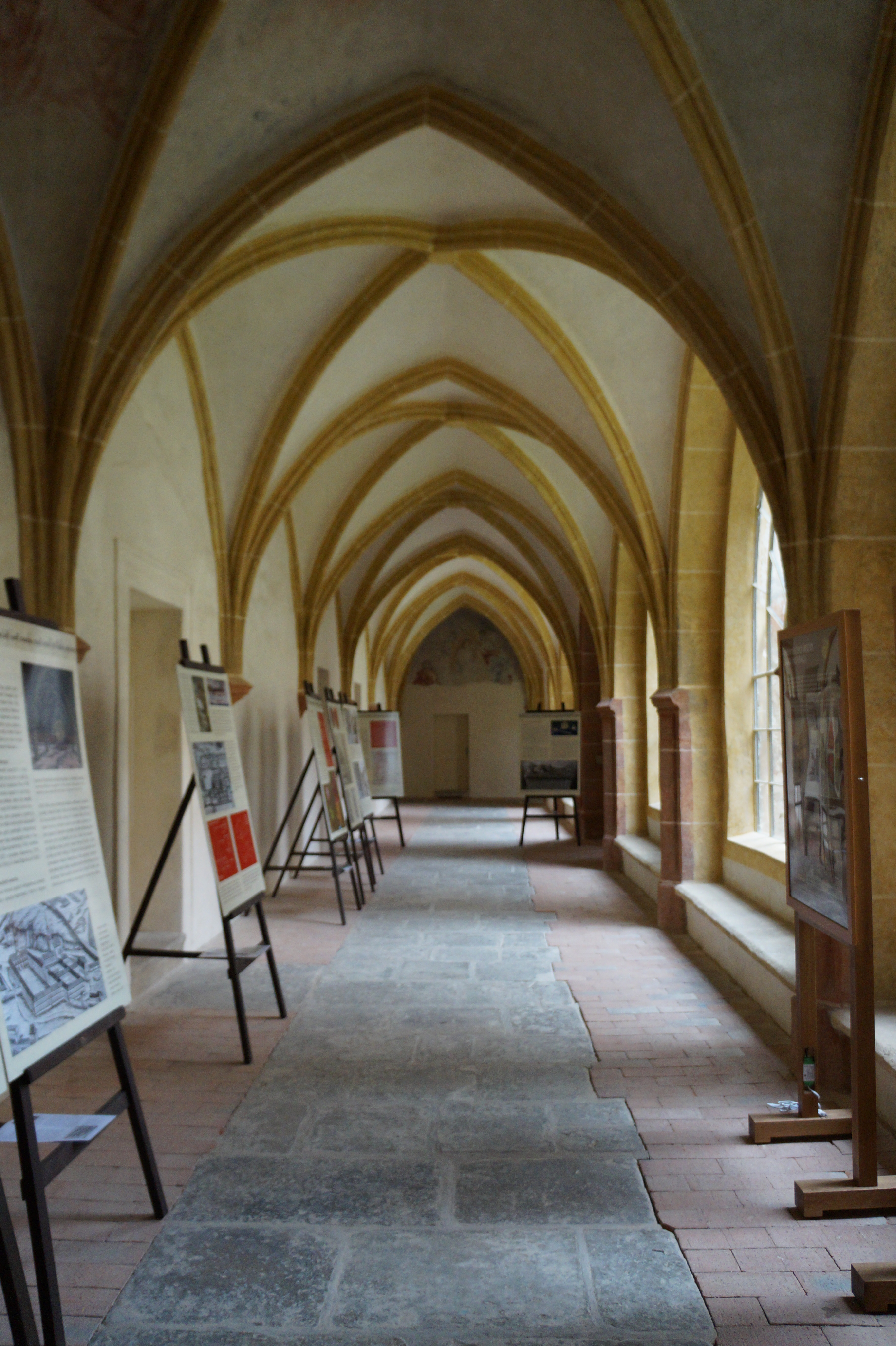
Claustro del monasterio
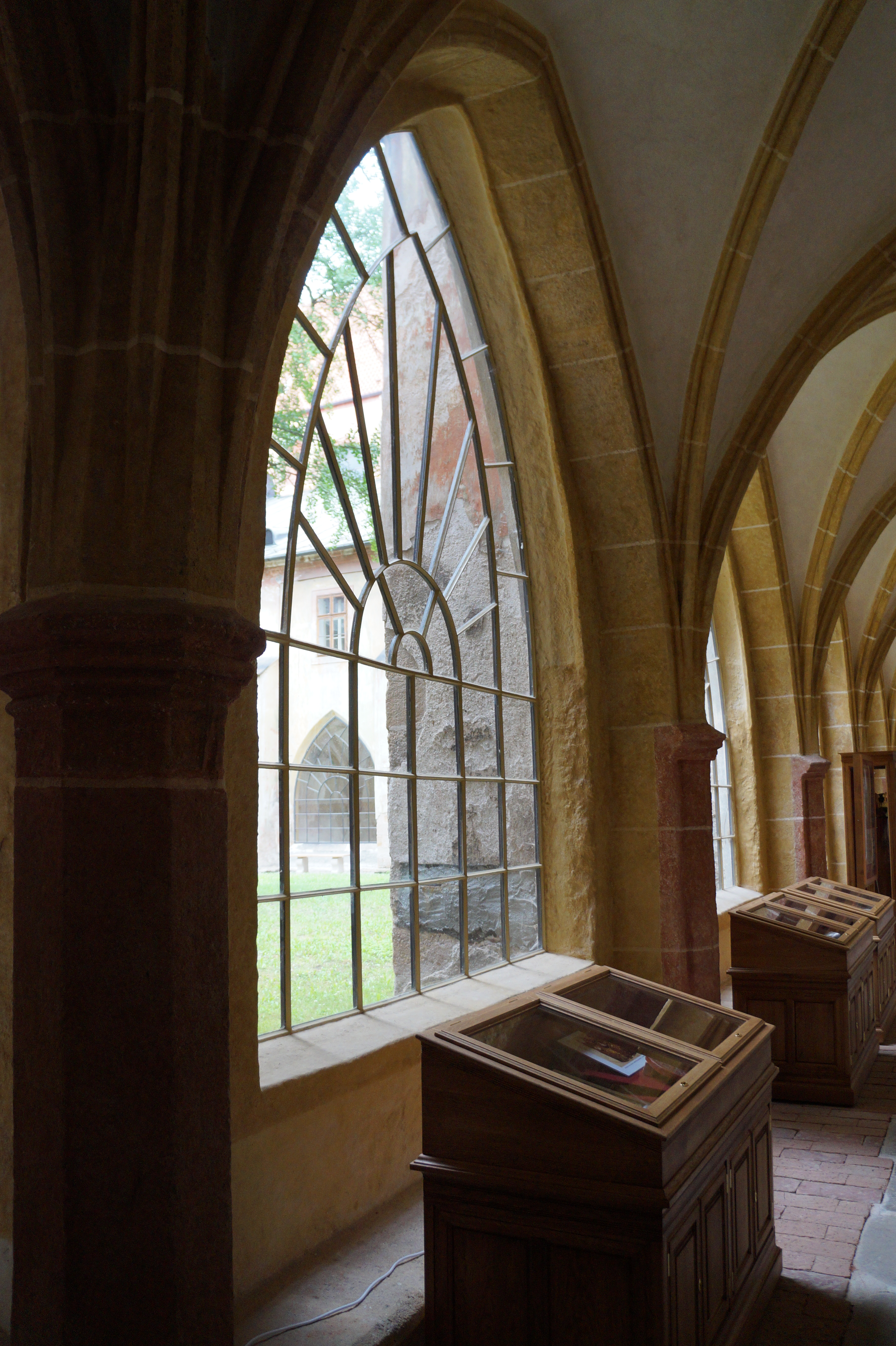
Claustro monasterial

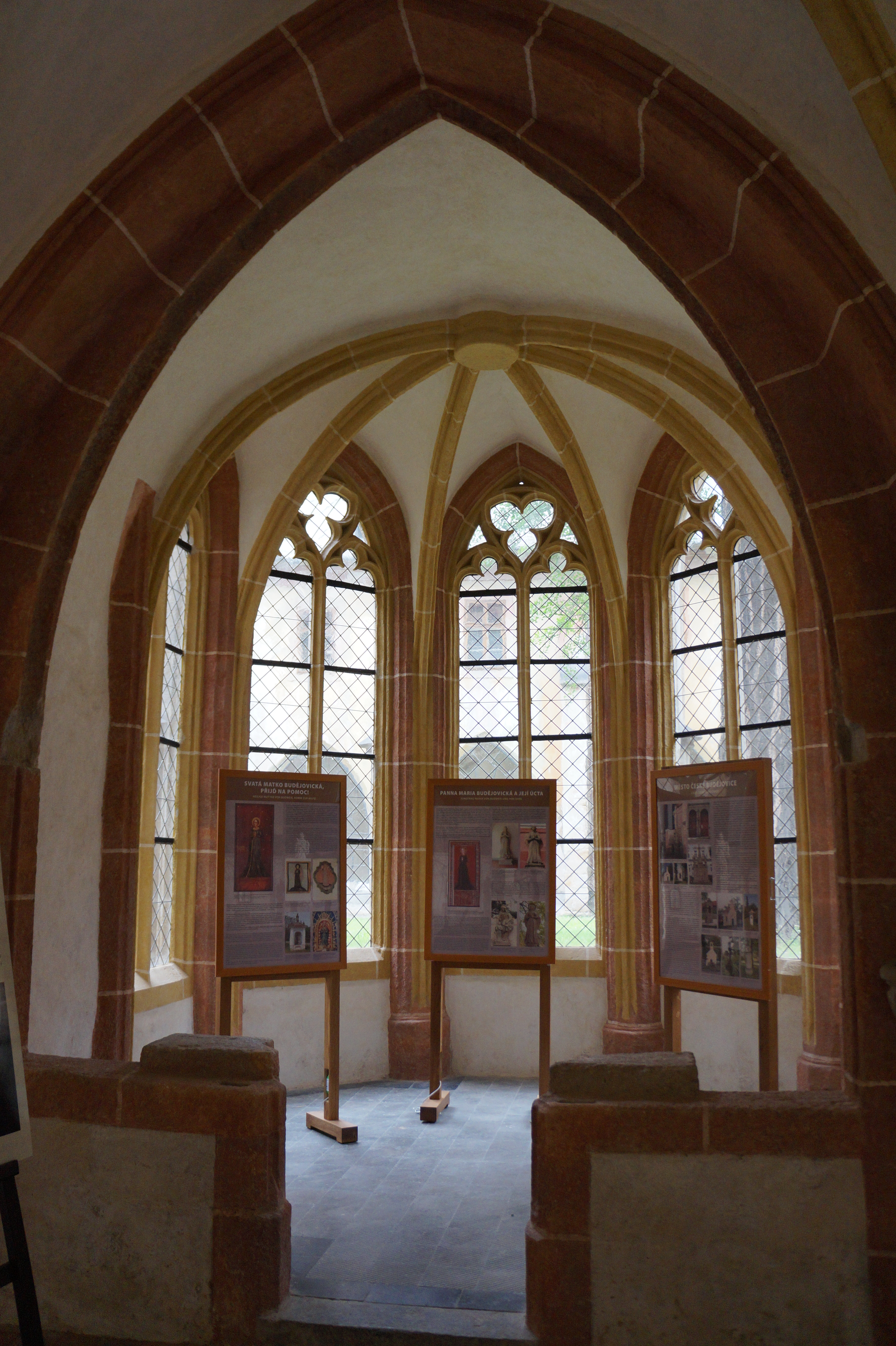
Exterior monasterial
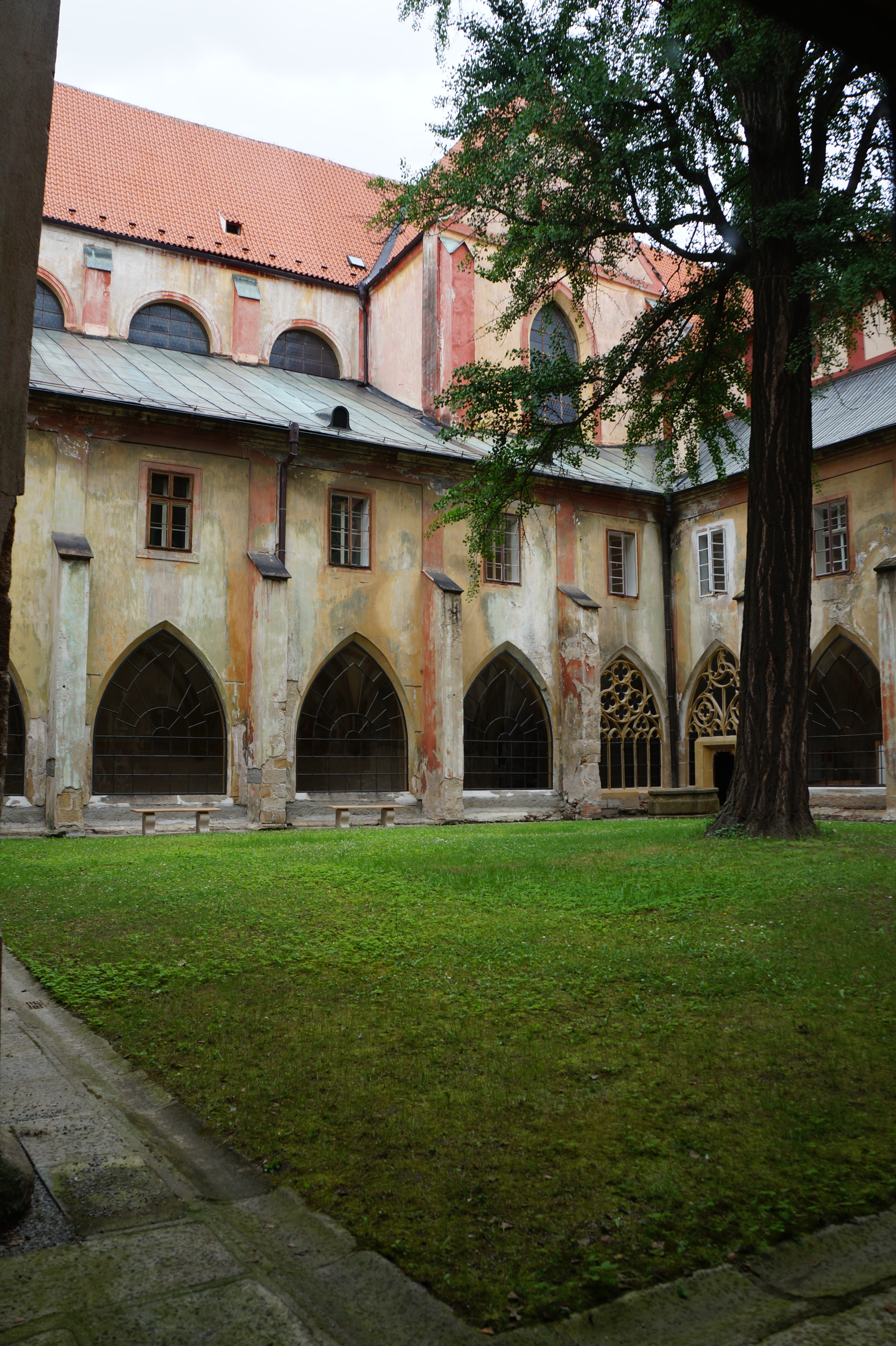
El centro del monasterio
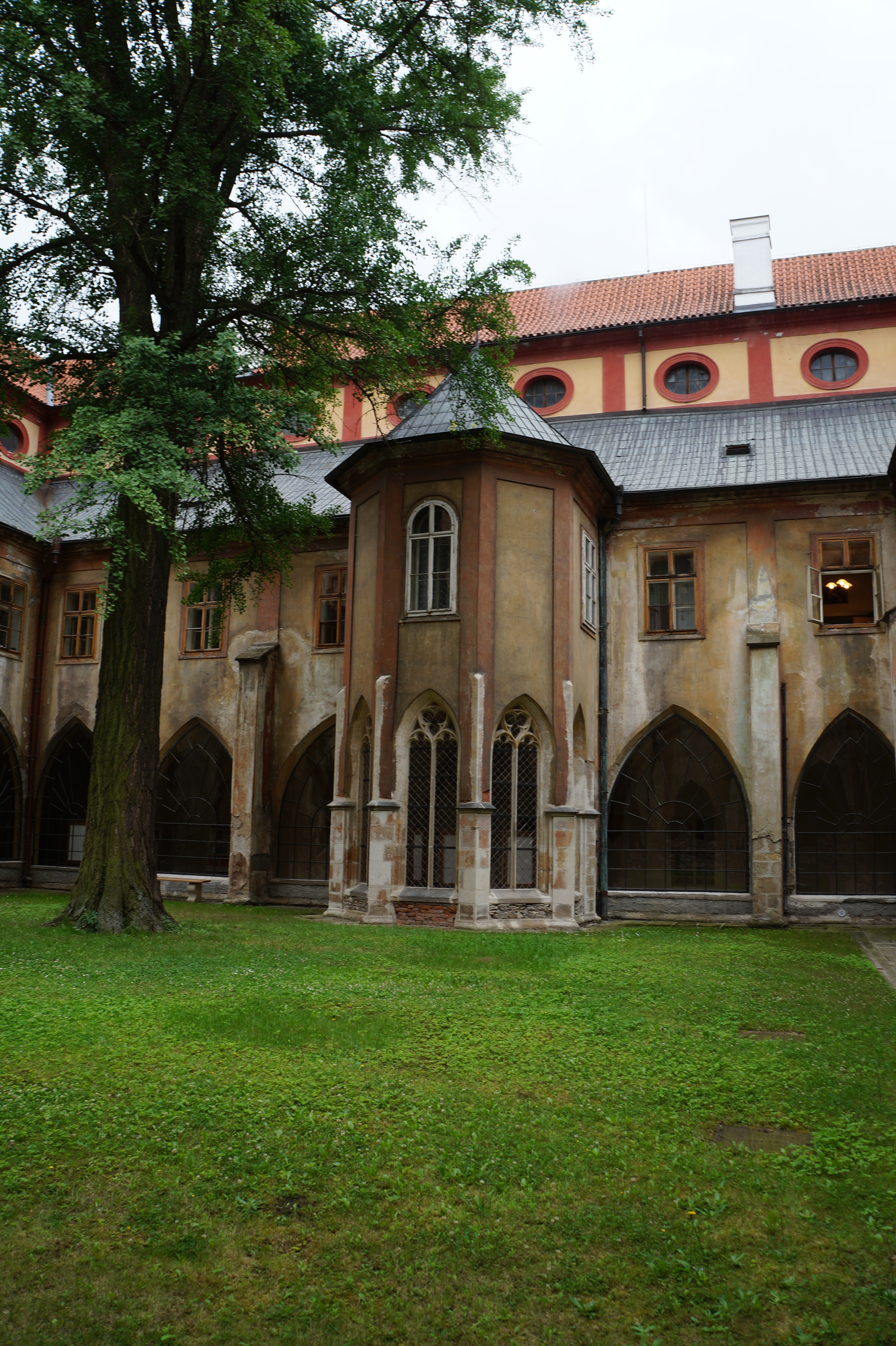
Exterior del jardín paradisíaco
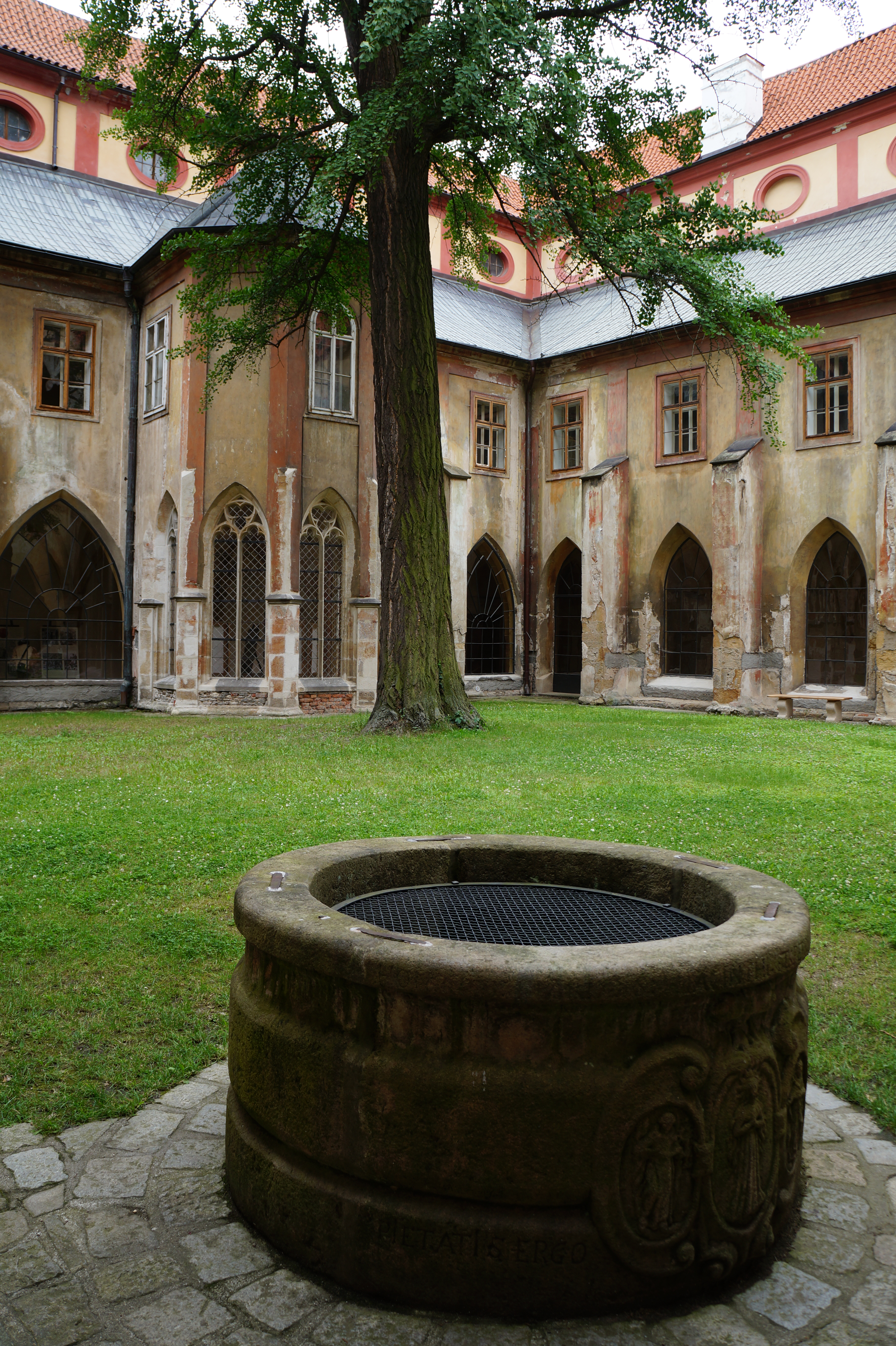
El pozo en el jardín paradisíaco
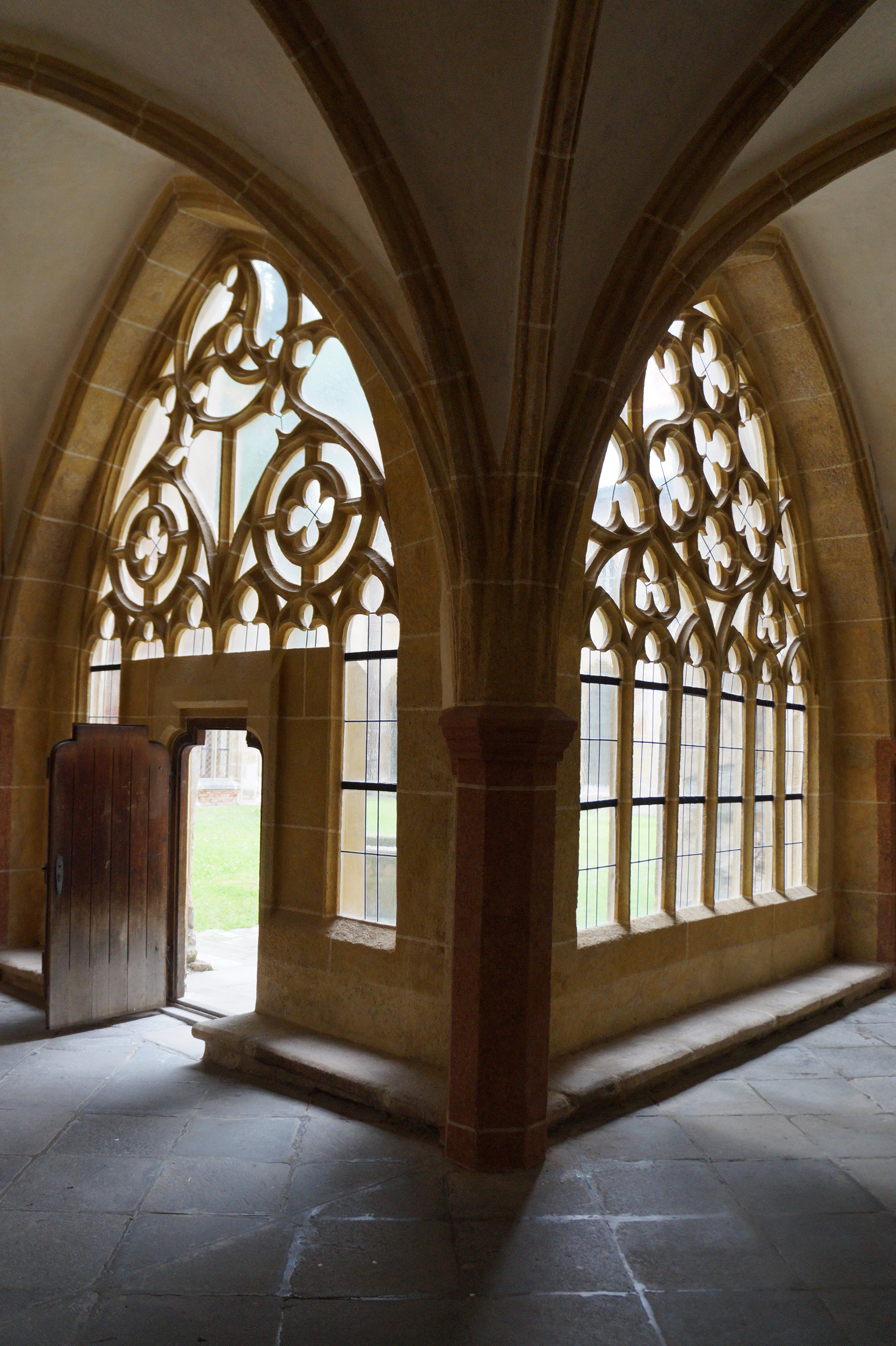
Interior del monasterio
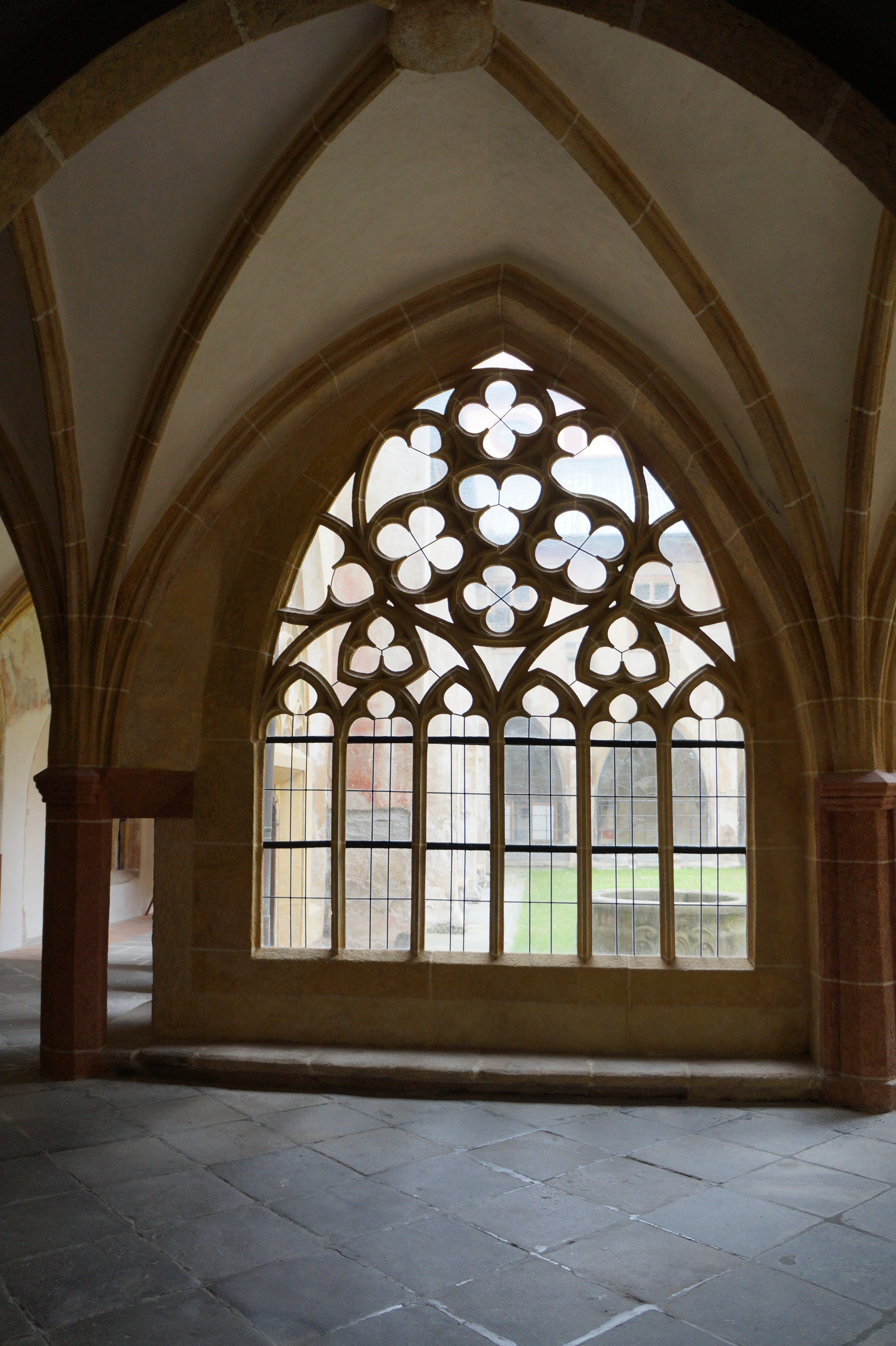
Claustro monasterial
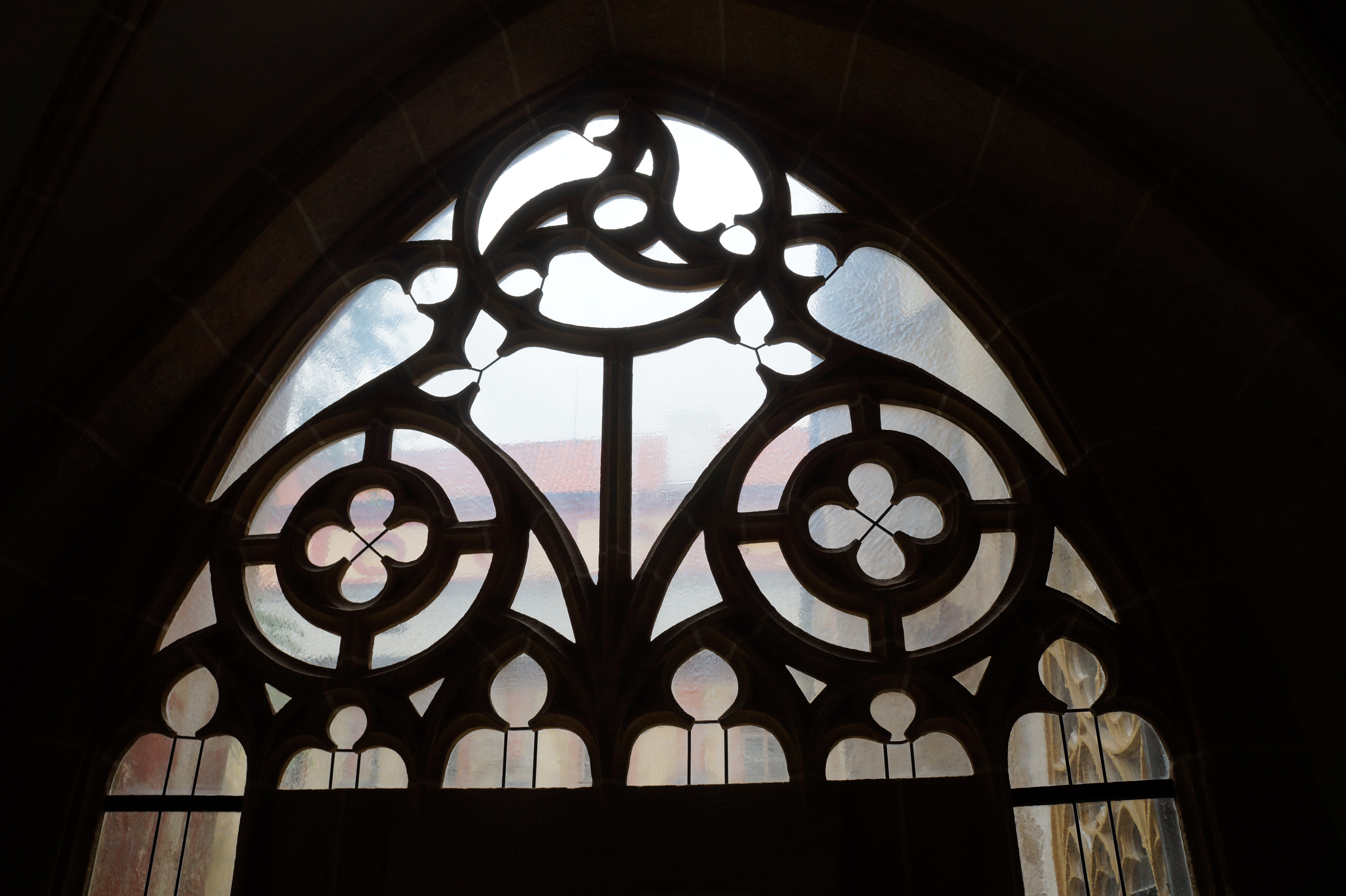
Claustro gótico